# Shirley Adams

Shirley Adams est un film sud-africain, sorti en 2009 et réalisé par Oliver Hermanus, dont c'est le premier film.

## Synopsis
Mitchell's Plain, l'un des ghettos du Cap, en Afrique du Sud. Une mère se penche vers son fils et crie "réveille-toi". Elle le secoue encore et encore, le porte à bout de bras vers la salle de bains... Son fils Donovan, une vingtaine d'années, tétraplégique vient de tenter une nouvelle fois de se suicider.
Donovan, en rentrant du lycée plus d'un an auparavant, a été atteint d'une balle perdue. Il n'a plus que sa mère pour l'assister et lui donner de l'amour. Mais tout s'écroule autour d'eux. L'aide sociale ne fonctionne plus et les pharmacies ne font plus crédit. Quelques amis, ici et là, l'aident, mais leur situation n'est pas brillante non plus. Shirley en est réduite à chaparder dans les boutiques du voisinage.
Une physiothérapeute semble prête à prendre en charge Donovan, de plus en plus dépressif, mais en vain...

## Fiche technique
- Titre : Shirley Adams
- Réalisation : Oliver Hermanus
- Scénario : Oliver Hermanus et Stavros Pamballis
- Production : Roland Emmerich, Ben Gibson, Jeremy Nathan, Michelle Wheatley et Kirstin Winkler
- Musique : Paul Gilreath et David Von Richthofen
- Photographie : Philip Miller
- Montage : Garreth Fradgley
- Pays d'origine : Afrique du Sud
- Genre : drame
- Durée : 91 minutes

## Distribution
- Denise Newman : Shirley Adams
- Keenan Arrison : Donovan Adams
- Emily Child : Tamsin
- Theresa Sedras : Samsodien - Kariema
- Gamiet Peterson : Samsodien, Kariem
- Travis Snyders : Jacobs, Jeremy
- Lee-Ann Van Rooi : Philda Jacobs
- David Muller : Williams - Kurt

## Commentaire
Ce long-métrage est le premier de son réalisateur, ce dernier, Oliver Hermanus a été repéré par le cinéaste Roland Emmerich qui lui a financé ses études de cinéma à la London Film School ainsi que ce premier film par le biais de son studio Centropolis.
Alors qu'il fait le tour des Festivals du monde, Shirley Adams fait partie de 9 films africains qui ont participeront aux « Visions sociales » parrainé par Jean-Pierre Darroussin lors du Festival de Cannes en mai 2010.
Il fut membre du jury au festival international du film du Caire en 2010.

## Distinctions

### Récompenses
- Meilleur Film Sud-Africain au Durban International Film Festival 2009.
- Meilleur premier film au Durban International Film Festival 2009.
- Meilleure actrice pour Denise Newman au Durban International Film Festival 2009
- Prix spécial pour l'actrice Denise Newman The EKWA Festival 2009.
- Licorne d’Or Grand Prix du long métrage au Festival international du film d'Amiens - novembre 2009
- Meilleur film sud-africain, meilleur réalisateur, meilleure actrice pour Denise Newman lors de la cérémonie SAFTAS qui récompense le meilleur de la télévision et du cinéma sud-africain, le 20 février 2010 à Prétoria.
- Prix Images de Femmes de la meilleure actrice d'Afrique sub-saharienne et des pays créoles pour Denise Newman au Festival PanAfrica International de Montréal, dans la section internationale fiction. et en marge de ce Festival, Radio-Canada a remis le Prix de Meilleur long métrage fiction au réalisateur.
- Prix de la meilleure actrice dans la catégorie des films africain au festival de Dubai, décembre 2009.
- Prix de la meilleure actrice aux Journées cinématographiques de Carthage, novembre 2010.